# Northiella narethae
El perico de Naretha (Northiella narethae) es una especie de ave psitaciforme de la familia Psittaculidae endémica del sur de Australia. Anteriormente se consideraba una subespecie de su congénere el perico cariazul.

## Taxonomía
El perico de Naretha fue descrito científicamente en 1920 por Henry Luke White, con el nombre binomial de Psephotus narethae. Un socio de White, F. L. Whitlock, se había topado con un oficial ferroviario del ferrocarril transaustraliano que tenía como mascota un perico capturado en Naretha, que no correspondía con ninguna especie conocida. Más tarde, White en un viaje de negocios a Australia Occidental paró en Zanthus para hablar con el oficial y consiguió tres pieles disecadas que envió al museo de Melbourne. Posteriormente el perico de Naretha parrot fue clasificado como una subespecie (N. h. narethæ) del perico cariazul. Un estudio genético publicado en 2015 por Gaynor Dolman y Leo Joseph confirmó el aislamiento genético entre el perico de Naretha y el cariazul y recomendaron que se volvieran a clasificar como especies separadas.

## Descripción
El perico de Naretha es más pequeño que el perico cariazul, mide unos 28 cm de largo. Sus patas son de color gris oscuro, y el iris de sus ojos castaño oscuro. El macho adulto tiene un patrón de color facial de dos tonos, con la frente, el lorum y la zona sobre los ojos de color azul verdoso claro, en contraste con el resto del rostro que es azul violáceo. El resto de la cabeza, la parte frontal del cuello y el pecho son de color pardo grisáceo claro con un vetado difuso más claro. Su espalda es gris verdosa. Su vientre, muslos y zona subcaudal son de color amarillo uniforme con una pequeña mancha roja en la base de la cola. Las plumas coberteras pequeñas y las medianas exteriores son rojas, mientras que las medianas interiores y las coberteras grandes son de color verde amarillento. Las plumas centrales de la cola son de tonos azules claros. La hembra adulta tiene un azul menos intenso en la frente, sus alas y cola presentan menos intensidad de color, y no presenta ningún tono rojo o naranja en el bajo vientre. En general es de menor tamaño y mide unos 26 cm de largo.

## Distribución y hábitat
Su distribución se restringe a las regiones limítrofes entre Australia Occidental y Meridional. El perico de Naretha era común en la región árida de Nullarbor, y se ha ido haciendo más escaso durante el siglo XX.

## Comportamiento
Anida en las cavidades de los árboles, especialmente Casuarinaceae. Sus huevos son de color blanco mate.